# Llista de topònims de Freginals
Llista de topònims (noms propis de lloc) del municipi de Freginals, al Montsià
Informació actualitzada per un bot. Els canvis manuals es perdran quan s'actualitzi!

## barraca de vinya
| imatge | Nom                               | Ubicat a  | instància de     | Detalls                     | coordenades                                          | Protecció                                  | Commons (més fotos) | Dades a WD                    |
| ------ | --------------------------------- | --------- | ---------------- | --------------------------- | ---------------------------------------------------- | ------------------------------------------ | ------------------- | ----------------------------- |
|        | Barraca de pedra en sec amb aljub | Freginals | barraca de vinya | Estil: arquitectura popular |                                                      | bé integrant del patrimoni cultural català |                     | Modifica les dades a Wikidata |
|        | barraca de Quicolis               | Freginals | barraca de vinya | Estil: arquitectura popular | 40° 40′ 16″ N, 0° 31′ 15″ E / 40.671245°N,0.520904°E | bé integrant del patrimoni cultural català |                     | Modifica les dades a Wikidata |
|        | barraca de pedra en sec amb aljub | Freginals | barraca de vinya | Estil: arquitectura popular | 40° 40′ 53″ N, 0° 31′ 12″ E / 40.681391°N,0.520101°E | bé integrant del patrimoni cultural català |                     | Modifica les dades a Wikidata |

## cabana
| imatge | Nom                          | Ubicat a  | instància de | Detalls | coordenades                                                          | Protecció | Commons (més fotos) | Dades a WD                    |
| ------ | ---------------------------- | --------- | ------------ | ------- | -------------------------------------------------------------------- | --------- | ------------------- | ----------------------------- |
|        | Corral Nou                   | Freginals | cabana       |         | 40° 38′ 59″ N, 0° 31′ 54″ E / 40.649690515086°N,0.53171988459786°E   |           |                     | Modifica les dades a Wikidata |
|        | corral de Mançanera          | Freginals | cabana       |         | 40° 39′ 49″ N, 0° 29′ 48″ E / 40.6634865840613°N,0.496791810896159°E |           |                     | Modifica les dades a Wikidata |
|        | corral de la Serra de Godall | Freginals | cabana       |         | 40° 39′ 49″ N, 0° 29′ 48″ E / 40.6634865840613°N,0.496791810896159°E |           |                     | Modifica les dades a Wikidata |
|        | corral de les Fenoses        | Freginals | cabana       |         | 40° 39′ 48″ N, 0° 32′ 18″ E / 40.663342478497°N,0.53831353860022°E   |           |                     | Modifica les dades a Wikidata |

## forn de calç
| imatge | Nom                                | Ubicat a  | instància de | Detalls                     | coordenades                                          | Protecció                                  | Commons (més fotos) | Dades a WD                    |
| ------ | ---------------------------------- | --------- | ------------ | --------------------------- | ---------------------------------------------------- | ------------------------------------------ | ------------------- | ----------------------------- |
|        | Forn de calç d'en Fermín Fonollosa | Freginals | forn de calç | Estil: arquitectura popular | 40° 40′ 35″ N, 0° 31′ 31″ E / 40.676416°N,0.525313°E | bé integrant del patrimoni cultural català |                     | Modifica les dades a Wikidata |
|        | forn de calç d'en Tela             | Freginals | forn de calç | Estil: arquitectura popular | 40° 40′ 51″ N, 0° 30′ 44″ E / 40.6808°N,0.512223°E   | bé integrant del patrimoni cultural català |                     | Modifica les dades a Wikidata |

## jaciment arqueològic
| imatge | Nom                    | Ubicat a  | instància de                                | Detalls | coordenades                                          | Protecció                                                                                        | Commons (més fotos) | Dades a WD                    |
| ------ | ---------------------- | --------- | ------------------------------------------- | ------- | ---------------------------------------------------- | ------------------------------------------------------------------------------------------------ | ------------------- | ----------------------------- |
|        | Abric dels Masets      | Freginals | jaciment arqueològic gruta amb art rupestre |         | 40° 40′ 24″ N, 0° 30′ 05″ E / 40.67322°N,0.50148°E   | bé d'interès cultural lloc component de Patrimoni de la Humanitat bé cultural d'interès nacional |                     | Modifica les dades a Wikidata |
|        | abric de les Llibreres | Freginals | jaciment arqueològic gruta amb art rupestre |         | 40° 39′ 48″ N, 0° 29′ 42″ E / 40.663433°N,0.494924°E | bé d'interès cultural lloc component de Patrimoni de la Humanitat bé cultural d'interès nacional |                     | Modifica les dades a Wikidata |

## masia
| imatge | Nom                           | Ubicat a  | instància de | Detalls                     | coordenades                                                          | Protecció                                  | Commons (més fotos) | Dades a WD                    |
| ------ | ----------------------------- | --------- | ------------ | --------------------------- | -------------------------------------------------------------------- | ------------------------------------------ | ------------------- | ----------------------------- |
|        | Mas de Pinyol                 | Freginals | masia        | Estil: arquitectura popular | 40° 40′ 08″ N, 0° 30′ 20″ E / 40.668786°N,0.505536°E                 | bé integrant del patrimoni cultural català |                     | Modifica les dades a Wikidata |
|        | Masia de la Creu del Coll     | Freginals | masia        |                             | 40° 40′ 44″ N, 0° 30′ 43″ E / 40.6789561737191°N,0.511960543074109°E |                                            |                     | Modifica les dades a Wikidata |
|        | casa pairal de Martí-Miralles | Freginals | masia        | Estil: arquitectura popular | 40° 40′ 18″ N, 0° 31′ 11″ E / 40.6717°N,0.519755°E                   | bé integrant del patrimoni cultural català |                     | Modifica les dades a Wikidata |

## muntanya
| imatge | Nom                   | Ubicat a                    | instància de | Detalls | coordenades                                                       | Protecció | Commons (més fotos)   | Dades a WD                    |
| ------ | --------------------- | --------------------------- | ------------ | ------- | ----------------------------------------------------------------- | --------- | --------------------- | ----------------------------- |
|        | Mata-redona           | Amposta Freginals           | muntanya     |         | 40° 38′ 54″ N, 0° 32′ 23″ E / 40.64836389°N,0.539825°E 618 msnm   |           | Mata-redona (Montsià) | Modifica les dades a Wikidata |
|        | Moleta de Mata-redona | Freginals la Ràpita         | muntanya     |         | 40° 38′ 28″ N, 0° 32′ 01″ E / 40.640975°N,0.53364028°E 626.4 msnm |           |                       | Modifica les dades a Wikidata |
|        | Tossa de Queralt      | Freginals                   | muntanya     |         | 40° 39′ 12″ N, 0° 32′ 01″ E / 40.6532°N,0.533528°E 350.9 msnm     |           |                       | Modifica les dades a Wikidata |
|        | Turó dels Masets      | Freginals                   | muntanya     |         | 40° 40′ 33″ N, 0° 30′ 16″ E / 40.67595278°N,0.504425°E 173.4 msnm |           |                       | Modifica les dades a Wikidata |
|        | la Foradada           | Freginals la Ràpita Alcanar | muntanya     |         | 40° 37′ 56″ N, 0° 32′ 39″ E / 40.632308°N,0.54421°E 655 msnm      |           | La Foradada (Montsià) | Modifica les dades a Wikidata |

## serra
| imatge | Nom                        | Ubicat a              | instància de | Detalls      | coordenades                                                       | Protecció | Commons (més fotos)        | Dades a WD                    |
| ------ | -------------------------- | --------------------- | ------------ | ------------ | ----------------------------------------------------------------- | --------- | -------------------------- | ----------------------------- |
|        | Serreta de les Cantarelles | Freginals Ulldecona   | serra        | Llarg: 1.8km | 40° 39′ 05″ N, 0° 29′ 52″ E / 40.6515°N,0.497683°E 240.1 msnm     |           | Serreta de les Cantarelles | Modifica les dades a Wikidata |
|        | serreta de Freginals       | Freginals Masdenverge | serra        | Llarg: 1.8km | 40° 40′ 48″ N, 0° 31′ 14″ E / 40.67991111°N,0.52048611°E 191 msnm |           |                            | Modifica les dades a Wikidata |

## Misc
| imatge | Nom                            | Ubicat a                   | instància de                                                          | Detalls                                  | coordenades                                                                 | Protecció                                  | Commons (més fotos)        | Dades a WD                    |
| ------ | ------------------------------ | -------------------------- | --------------------------------------------------------------------- | ---------------------------------------- | --------------------------------------------------------------------------- | ------------------------------------------ | -------------------------- | ----------------------------- |
|        | Calvari                        | Freginals                  | calvari                                                               | Estil: arquitectura popular              | 40° 40′ 21″ N, 0° 31′ 15″ E / 40.67255°N,0.520713°E ca:Calvari              | bé integrant del patrimoni cultural català |                            | Modifica les dades a Wikidata |
|        | Caseta de camp                 | Freginals                  | edifici                                                               | Estil: arquitectura popular              | 40° 40′ 35″ N, 0° 31′ 30″ E / 40.676391°N,0.525036°E                        | bé integrant del patrimoni cultural català |                            | Modifica les dades a Wikidata |
|        | Freginals                      | Freginals                  | entitat singular de població capital municipal                        | 425 hab                                  | 40° 40′ 17″ N, 0° 31′ 11″ E / 40.671388888889°N,0.51972222222222°E 123 msnm |                                            |                            | Modifica les dades a Wikidata |
|        | Sant Bartomeu de Freginals     | Freginals                  | església                                                              | Estil: arquitectura gòtica               | 40° 40′ 18″ N, 0° 31′ 13″ E / 40.6716°N,0.520205°E                          | bé cultural d'interès local                | Sant Bartomeu de Freginals | Modifica les dades a Wikidata |
|        | Serra de Godall                | Godall Ulldecona Freginals | espai d'interès natural àrea protegida Pla d'Espais d'Interès Natural | 1992 Llarg: 11.2km Superfície: 1784216ha | 40° 38′ 11″ N, 0° 28′ 19″ E / 40.63652222°N,0.47196944°E 397.6 msnm         |                                            | Serra de Godall            | Modifica les dades a Wikidata |
|        | casa consistorial de Freginals | Freginals                  | casa consistorial                                                     |                                          | 40° 40′ 18″ N, 0° 31′ 12″ E / 40.6717006°N,0.5198749°E                      |                                            |                            | Modifica les dades a Wikidata |
|        | cova d'en Mançanera            | Freginals                  | cova                                                                  |                                          | 40° 39′ 08″ N, 0° 29′ 30″ E / 40.6521517962195°N,0.491657169840932°E        |                                            |                            | Modifica les dades a Wikidata |
|        | creu de terme del Coll         | Freginals                  | creu de terme                                                         | Estil: arquitectura gòtica               | 40° 40′ 45″ N, 0° 30′ 43″ E / 40.67928°N,0.51194°E                          | bé integrant del patrimoni cultural català |                            | Modifica les dades a Wikidata |
|        | font d'Andara                  | Freginals                  | font                                                                  |                                          | 40° 39′ 16″ N, 0° 32′ 22″ E / 40.6544172198454°N,0.53956674188085°E         |                                            |                            | Modifica les dades a Wikidata |